# Iwanowskaja (rejon ust-kubiński)
Iwanowskaja (ros. Ивановская) – wieś w Rosji, w rejonie ust-kubińskim obwodu wołogodzkiego. W 2010 r. liczyła 8 mieszkańców.